# Лампацоне (Вибо Валенција)
Лампацоне је насеље у Италији у округу Вибо Валенција, региону Калабрија.
Према процени из 2011. у насељу је живело 164 становника. Насеље се налази на надморској висини од 274 м.